# Żydy
Żydy es un pueblo de Polonia, en Mazovia.  Se encuentra en el distrito (Gmina) de Radzanów, perteneciente al condado (Powiat) de Białobrzegi. Se encuentra aproximadamente a 6 km al oeste de Radzanów, 17 km al suroeste de Białobrzegi, y a 76 km  al sur de Varsovia. su población es de 87 habitantes.
Entre 1975 y 1998 perteneció al voivodato de Radom.